# 萱生城
萱生城（かようじょう）は、三重県四日市市萱生町字城山にあった戦国時代の日本の城（山城）。文治年間（1186年～1189年）に一帯を支配した北勢四十八家の一つ、春日部氏の春日部宗方が築城した。1568年（永禄11年）に織田信長の北勢侵攻で攻撃を受け、後に落城した。現在城跡は学校法人暁学園の本部となり、わずかに「髪のびの井戸」などの遺構が残る。

## 概要
朝明川の南岸、標高55メートルの急峻な台地上に築城された山城で、規模は320メートル×160メートルであった。1963年（昭和38年）度の学校法人暁学園の平面地形図で消滅前の形状を知ることができ、約30メートルの深い空堀で区切られた北東側の曲輪には、5-10メートルの堀を4重にめぐらせた一段高い25メートル四方の天守跡と呼ばれる壇がある。この曲輪の西側には、北西側が土塁、南西側が堀で区画された曲輪がある。朝明川流域の城では一番戦国期の城らしい城であった。
1568年（永禄11年）、春日部俊家が守る萱生城は織田軍の攻撃を受けたが、要害の地ゆえに容易に陥落しなかった。しかし、次第に水・兵糧が不足し1573年（天正元年）に落城した。
城跡の遺構は曲輪や土塁などが残る状態となったが、学校法人暁学園の用地造成工事の際に削平され、現在は「髪のびの井戸」と呼ばれる井戸だけが残されている。